# メアリー・ルイス
メアリー・ルイス（Mary Lewis）は、アメリカ合衆国の柔道選手。階級は48kg級。

## 人物
1980年に地元ニューヨークで初開催となった女子の世界選手権48kg級に出場すると、銅メダルを獲得した。翌年からは階級を52kg級に上げた。1983年のパンアメリカン競技大会では優勝を飾った。1985年のパンナム選手権でも優勝した。

## 主な戦績
- 1980年 - 世界選手権　48kg級　3位

52kg級での戦績
- 1981年 - アメリカ国際　2位
- 1982年 - アメリカ国際　優勝
- 1983年 - パンアメリカン競技大会　優勝
- 1983年 - オランダ国際　優勝
- 1984年 - アメリカ国際　優勝
- 1985年 - パンナム選手権　優勝